# Lago Kenai
El lago Kenai es un lago de gran tamaño y en forma de zig-zag situado en la península de Kenai, Alaska (Estados Unidos). El lago es la principal reserva del río Kenai y es un popular destino para la práctica de la pesca y otras actividades de ocio. Debido a su tamaño y forma es accesible desde la autopista Sterling así como desde la autopista Seward.

## Galería de imágenes

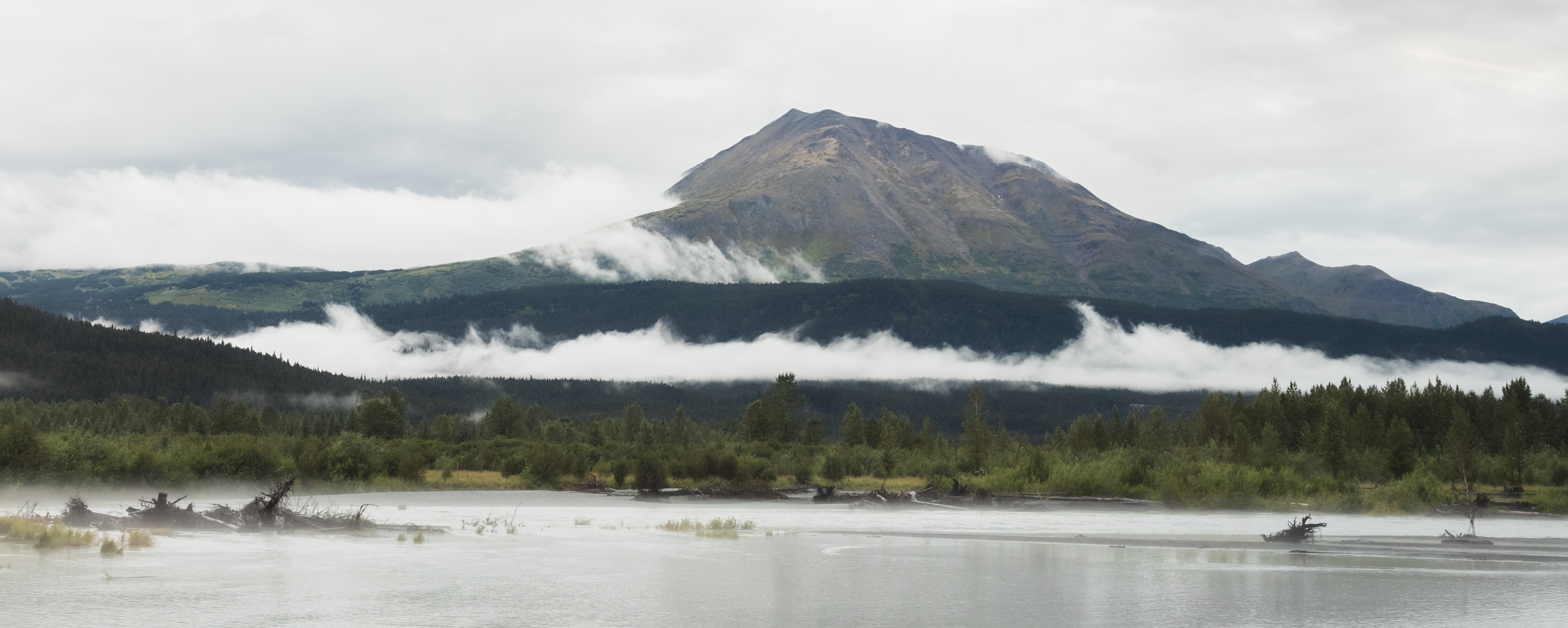
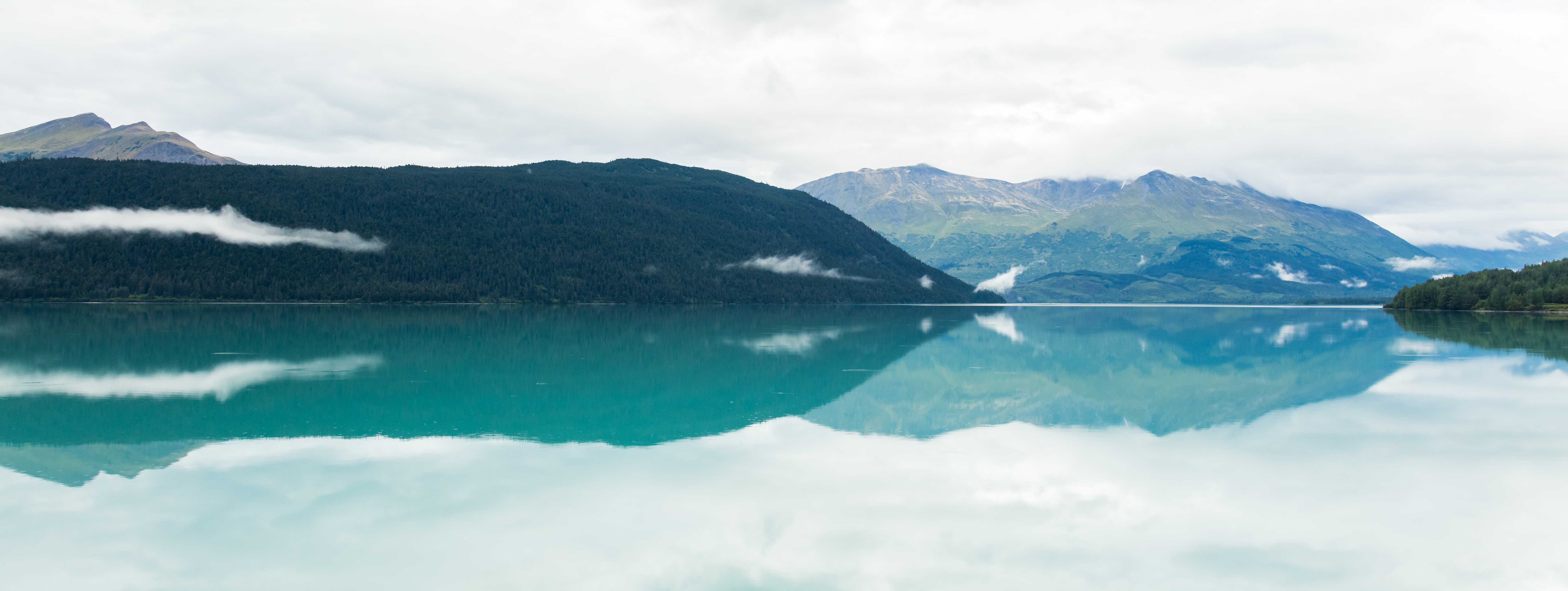
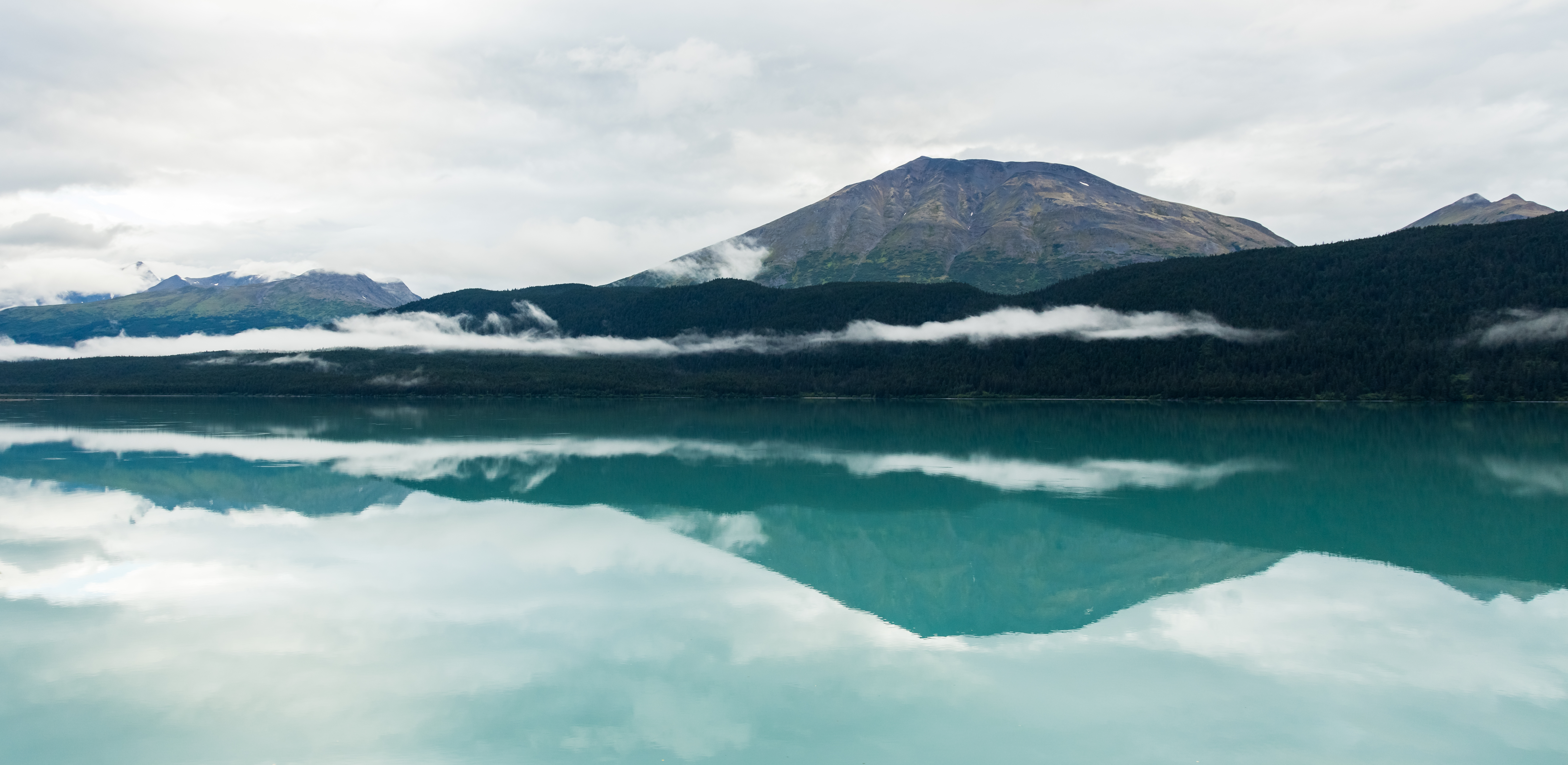
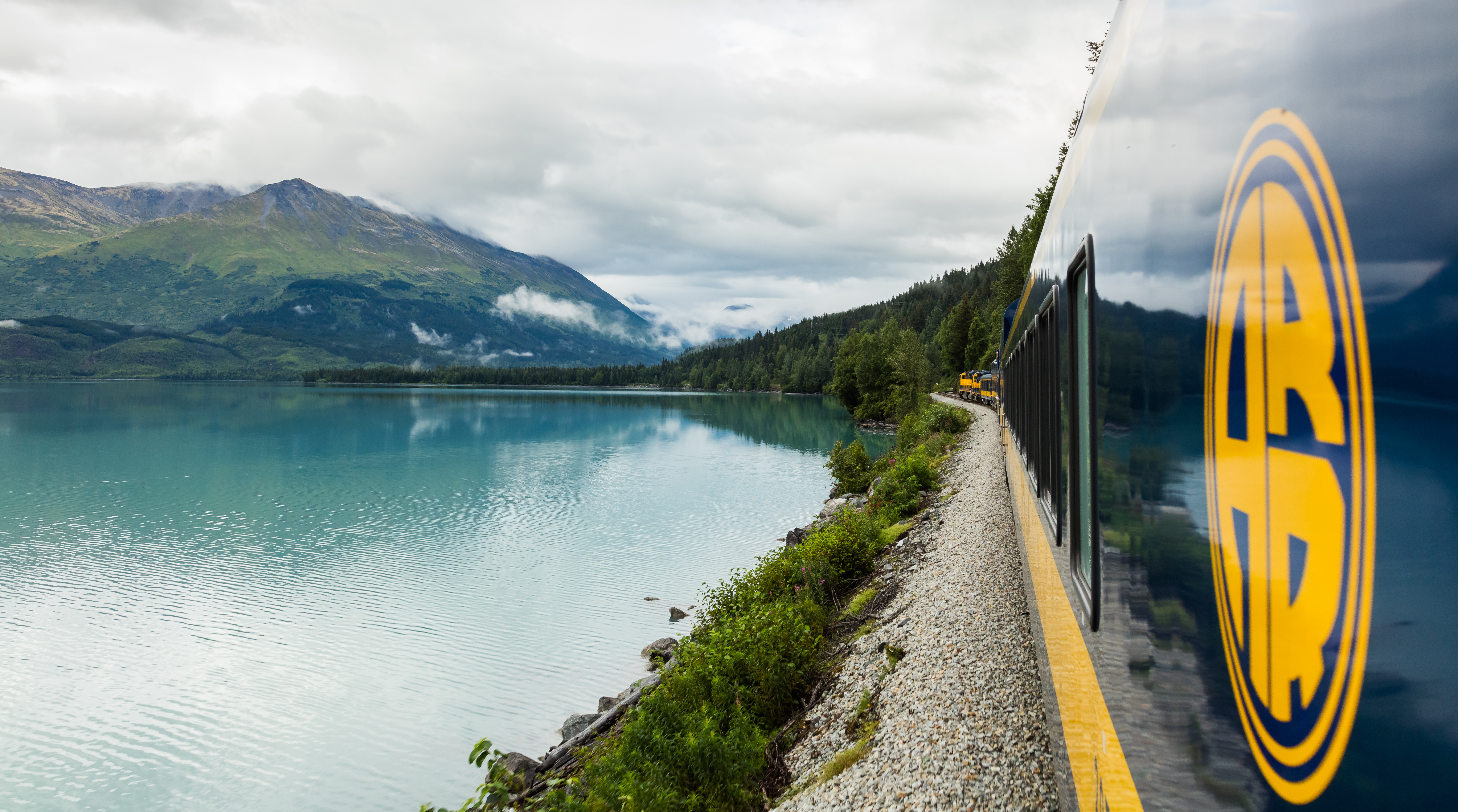